# Klaps (urządzenie)

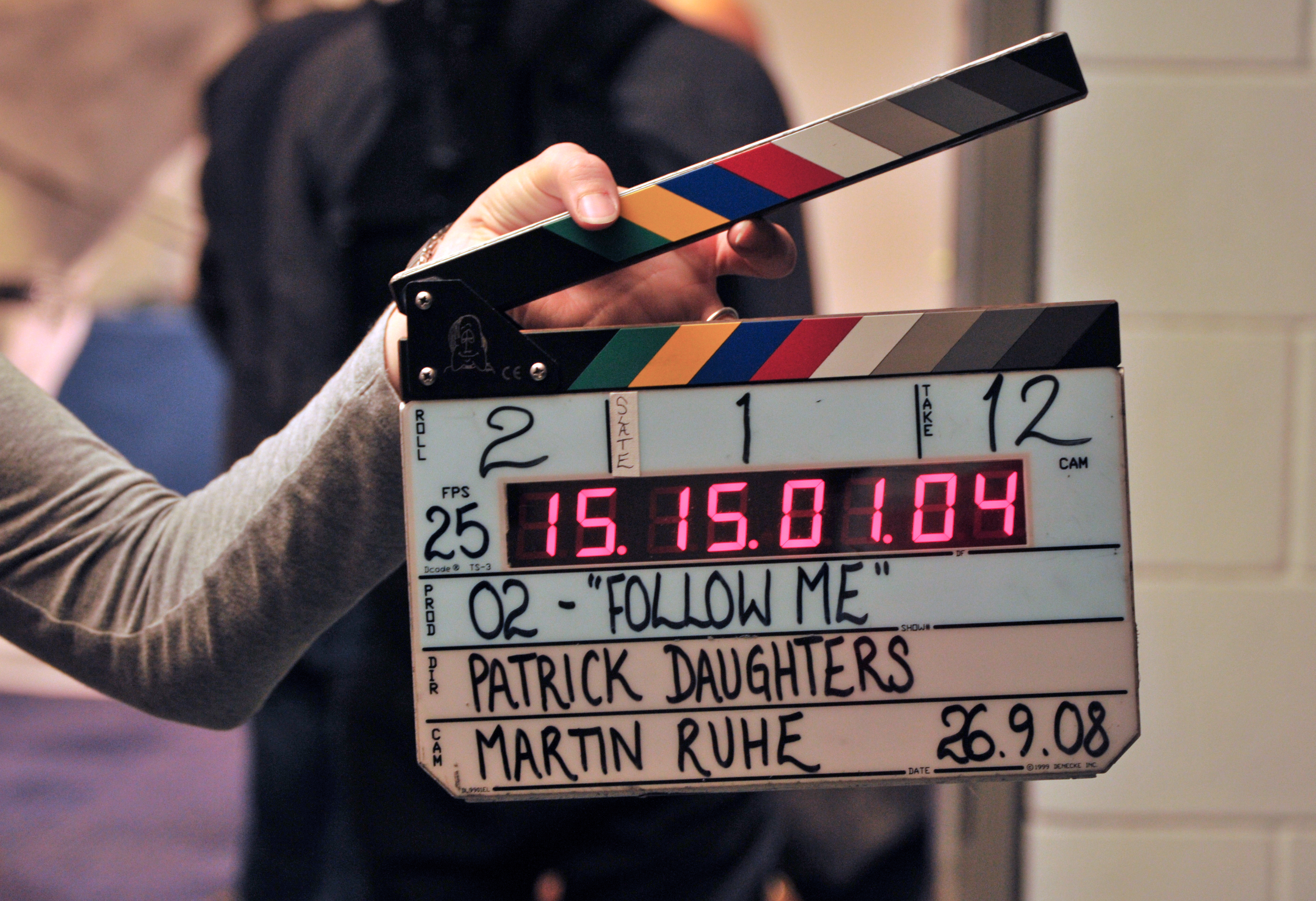
Klaps – wersja z wyświetlaczem i kolorowym paskiem

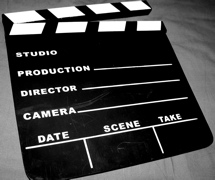
Klaps

Klaps – urządzenie wykorzystywane przy kręceniu filmu, umożliwiające identyfikację kolejnych ujęć filmu i ich ewentualnych powtórzeń (dubli) oraz synchronizację obrazu i dźwięku. Jest ono wykorzystywane na początku kolejnych ujęć – sfilmowany klaps stanowi swego rodzaju akustyczny nagłówek ujęcia. Zapisane są na nim różne dane techniczne filmu, między innymi: nazwa filmu, data, numer sceny i numer tonu dźwięku.
Urządzenie składa się z 2 części – tablicy i deseczki, i jest tradycyjnie koloru czarno-białego. Przed rozpoczęciem każdego dubla członek ekipy filmowej zwany klapserem ustawia klaps w kadrze, mówi głośno i wyraźnie np. „Nigdy w życiu, scena trzecia, dubel dwudziesty czwarty”, po czym uderza górną częścią klapsa o dolną. Ułatwia to dostęp do poszczególnych ujęć w fazie montażu oraz służy do synchronizacji obrazu i ścieżek dźwiękowych (moment uderzenia jego części o siebie jest wyraźnie słyszalny, a przez to widoczny na linii czasu).
Czasami niemożliwe jest ustawienie klapsa w kadrze przed rozpoczęciem ujęcia. Stosuje się wówczas tzw. „klaps końcowy”, wykonywany po ujęciu. Klapser uderza wówczas górną częścią klapsa o dolną i ustawia klaps w kadrze „do góry nogami”.